# The Maven Boys
The Maven Boys — дует продюсерів з Торонто, Канада, що складається із Зейла «Zalezy» Епштейна та Бретта Раяна Крюґера. У 2012 вони потрапили до рейтингу «25 нових продюсерів, за якими варто спостерігати» за версією журналу Complex.
The Maven Boys співпрацювали з виконавцями Каньє Вестом, The Game, Schoolboy Q, Рокі Фрешом, Ріком Россом, Міком Міллом, Slaughterhouse, Джеєм Коулом, продюсерами Eminem і Boi-1da.

## Спродюсовані сингли
| Назва                                             | Рік  | Найвищі чартові позиції | Найвищі чартові позиції | Найвищі чартові позиції | Альбом                |
| Назва                                             | Рік  | США                     | US R&B/HH               | US Rap                  | Альбом                |
| ------------------------------------------------- | ---- | ----------------------- | ----------------------- | ----------------------- | --------------------- |
| «Yay Yay» (Schoolboy Q; співпрод.: Boi-1da)       | 2013 | —                       | 49                      | —                       | Oxymoron              |
| «We Them Niggas» (Ace Hood; співпрод.: Boi-1da)   | 2013 | —                       | —                       | —                       | Trials & Tribulations |
| «God Is Great» (Rockie Fresh; співпрод.: Boi-1da) | 2013 | —                       | —                       | —                       | Self Made Vol. 3      |

## Спродюсовані треки

### 2010
Торі Лейнз — Mr. Peterson Mixtape
- «Say Hello» (разом з Boi-1da)

### 2011
Down with Webster — Time to Win, Vol.2
- «Jessica»
- «Royalty»
- «Work» (з участю Far East Movement)

Ніколь Шерзінґер — Killer Love
- «Casualty»

### 2012
Childish Gambino — Royalty
- «Black Faces» (з уч. Nipsey Hussle)

DJ Drama — Quality Street Music
- "Goin Down" (з уч. Fabolous, T-Pain та Yo Gotti)

MMG — Self Made Vol. 2
- «I Be Puttin' On»[6] (з уч. Wale, French Montana, Wiz Khalifa та Roscoe Dash; разом з Boi-1da)

Slaughterhouse — Welcome to: Our House
- «Our Way»[7] (разом з Boi-1da й Eminem)

The Game — Jesus Piece
- «Jesus Piece»[8] (з уч. Kanye West та Common; разом зі Стівеном Козменюком)

Нікі Мінаж — Pink Friday: Roman Reloaded – The Re-Up
- «Up in Flames»

### 2013
Bizzle — The Good Fight
- «I'm a Christian»

Bizzy Crook — Mixtape 84
- «If It Isn't You»

Bow Wow — Greenlight 5
- «Pussy on My Mind» (з уч. Kid Ink)

French Montana — Mac & Cheese 3
- «Don't Go Over There» (з уч. Fat Joe)

Lecrae — Church Clothes 2
- «Lost My Way»

Meek Mill — Dream Chasers 3
- «Lil Nigga Snupe» (разом з Boi-1da)

Rockie Fresh — Electric Highway
- «Life Long»[9] (з уч. Rick Ross та Nipsey Hussle; разом з Boi-1da)

Skeme — Ingleworld
- «Bullets» (разом з Boi-1da)

Вік Менса — INNANETAPE
- «Time Is Money»[10] (з уч. Rockie Fresh; разом з Boi-1da)

Кевін Ґейтс — The Luca Brasi Story
- «Counting on Ya»[11]
- «Marshall Mathers»[11]
- «Neon Lights»[11]

### 2014
DownWithWebster — Party for Your Life
- «Chills»[12] (разом з Boi-1da)
- «Feel So Alive»
- «Going Nowhere»

Mobb Deep — The Infamous Mobb Deep
- «Legendary»[13] (з уч. Bun B та Juicy J; разом з Boi-1da, Havoc)

Йо Ґотті
- «Time Is Money»[10] (з уч. Chris Echols; разом з Megaman)

П. Рейн — Dear America
- «Realest in the City» (з участю Міка Мілла та PartyNextDoor; разом з Boi-1da)

Т. Міллз — All I Wanna Do
- «Somebody to Miss You»

Тре Мішн — Stigmata
- «Money Make Her»

Bizzy Crook — Coming to America
- «Nigga»

Shady Records — Shady XV
- «Psychopath Killer» (у вик. Eminem, Slaughterhouse, Yelawolf; разом з Boi-1da та Just Blaze)

### 2015
Болді Джеймс — Trapper's Alley 2: Risk vs Reward [The Brictionary]
- «Toast to the Kings» (з участю Red Handed та Kevo Hendricks)